# Classe Colossus (porte-avions)
Pour les autres classes de navires du même nom, voir Classe Colossus.
La classe Colossus est une classe de porte-avions légers de la Royal Navy construits durant la Seconde Guerre mondiale.
Un total de seize bâtiments était programmé mais seuls six d'entre eux furent achevés avant la fin de la Seconde Guerre mondiale, sans qu'aucun n'y ait connu le baptême du feu. Les autres unités furent terminées, soit au début de 1946 (pour quatre d'entre elles) soit plus tard. Parmi les six premiers, deux (HMS Perseus, ex-Edgar et HMS Pioneer ex-Mars) furent achevés en tant que bâtiments ateliers pour la maintenance des avions.
Après une suspension (temporaire) les travaux furent ultérieurement repris sur les six dernières unités, constituant alors la classe Majestic. L'une d'elles (HMS Leviathan) ne fut cependant jamais achevée ; tandis que les cinq autres furent cédées, à plus ou moins brève échéance, à des marines du Commonwealth.

## Conception
Lorsque furent coulés, en décembre 1941, les cuirassés HMS Prince of Wales et HMS Repulse par des avions venus de bases terrestres, la vulnérabilité et l'absence de protection des bâtiments majeurs de la Flotte et des convois face aux attaques aériennes apparurent clairement à l'Amirauté britannique et mirent en évidence l'urgence de disposer d'une force aéronavale plus importante.
Au début de la guerre, la Royal Navy ne mettait en œuvre que des porte-avions d'escorte et des porte-avions lourds, dit d'escadre. Cependant, les porte-avions d'escorte étaient conçus seulement pour la protection des convois et ne pouvaient jouer un rôle offensif que secondaire. Leur faible vitesse de route les empêchait d'être des porte-avions performants. D'un autre côté, les coûteux porte-avions d'escadre étaient trop peu nombreux et il serait trop long d'en construire de nouveaux. On envisagea un temps la transformation de navires marchands mais cette option fut rejetée en raison du besoin important en navires de transport.
La classe Colossus apparut donc comme un expédient d'urgence adéquat face au manque critique de porte-avions de combat. Ces bâtiments seraient basés sur la conception des porte-avions de la classe Illustrious mais de taille plus réduite afin d'être construits et disponibles dans les deux ans. Le mode rapide de construction de la classe Colossus le rapproche davantage des schémas de construction de navires de commerce que de ceux de navires militaires.
Leur propulsion devait être assurée par des appareils propulsifs identiques à ceux des croiseurs de la classe Fiji, mais réduits de moitié (n'ayant notamment que deux lignes d'arbres au lieu de quatre). Le Colossus (15) et l'Edgar (51) reçurent chacun la moitié de l'appareil propulsif du croiseur Bellerophon (de cette classe Fiji) dont la mise sur cale n'était pas encore entreprise et dont la construction fut annulée.
Le Colossus, premier des quatre porte-avions de sa classe achevés pendant la Seconde Guerre mondiale fut envoyé en Extrême-Orient dès sa mise en service, en décembre 1944. Cependant aucun de ces bâtiments ne connu le baptême du feu pendant la Guerre du Pacifique. Au contraire de celles de la classe Illustrious ces unités ne possédaient pas de pont blindé capable de les protéger efficacement contre les attaques kamikazes durant l'opération Iceberg.
Les six derniers bâtiments de la classe Colossus ont été rapidement modifiés avant leur construction pour pouvoir recevoir des avions plus rapides et plus grands. Ils constituent la classe Majestic. Encore en construction à la fin du conflit, leur construction fut alors suspendue, ne répondant plus à un besoin opérationnel urgent. Cinq d’entre eux, après la reprise de leur construction et l’apport de modifications, entrèrent bien plus tard en service au sein de la Royal Australian Navy, de la Marine royale canadienne et de la Marine indienne.
Après la Seconde Guerre mondiale, ces bâtiments permirent d'une façon économique d'assurer les missions de la Royal Navy à travers le monde. Certains furent opérationnels durant la guerre de Corée. Moins coûteux à mettre en œuvre que les porte-avions d'escadre, ils pouvaient emporter autant d'avions. Plusieurs furent cédés à des marines étrangères où ils continuèrent de servir jusque dans les années 1990.

## Liste des porte-avions
- HMS Colossus - loué puis revendu à la France, renommé Arromanches. Mis à la casse en 1978.
- HMS Glory - détruit en 1961.
- HMS Ocean - détruit en 1962.
- HMS Perseus (en) - à l'origine nommé Edgar, mais rebaptisé Perseus en 1945. Détruit en 1958.
- HMS Pioneer (en) - à l'origine l'Ethalion; plus tard le Mars puis finalement le Pioneer. Détruit en 1954.
- HMS Theseus (en) - détruit en 1962.
- HMS Triumph - détruit en 1981.
- HMS Venerable - revendu aux Pays-Bas en 1948 et renommé Karel Doorman II. Revendu à l'Argentine et renommé Vienticinco de Mayo. Remorqué en Inde en 2006 pour y être détruit.
- HMS Vengeance - sert dans la Royal Australian Navy de 1953 à 1955. Vendu au Brésil en 1956 et renommé Minas Gerais. Retiré du service en 2001 et détruit en 2004.
- HMS Warrior - loué à la Marine royale canadienne, retourne en Grande-Bretagne en 1956. Revendu à l'Argentine et renommé Independencia en 1958. Détruit dans les années 1970.

Voir la classe Majestic pour les six derniers.

## Caractéristiques communes
Bien que les bâtiments de cette classe n'aient pas tous été construits et achevés d'une façon identique, leur modèle initial présentait les caractéristiques générales communes suivantes :
- Déplacements : 13 190 / 13 350 tonnes standard ; 18 040 / 18 200 tonnes à pleine charge (pc)
- Dimensions
  - Longueur : 192,02 m pp, 197,80 m à la flottaison, 211,25 / 211,83 m hors tout (au pont d'envol)
  - Largeur : 24,46 m (au fort, flottaison) 24,38 m (max. pont d'envol)
  - Tirant d'eau : 6,40 m (lège) 7,09 m (déplt moyen) 7,62 m à pleine charge (pc)
- Protection (blindage) : aucune, sauf écrans blindés ("mantelets") autour de la soute des têtes de combat des torpilles aéroportées.
- Appareil propulsif (machines) : deux groupes de turbines à vapeur à engrenage Parsons à simple réduction, quatre chaudières type Admiralty (Yarrow) à trois corps, timbrées à 400 psi (2,76 MPa), à surchauffe 360 °C 680 °F) ; deux lignes d'arbres
- Combustible : 3 196 tonnes de mazout FFO
- Distances franchissables : 12 000 milles à 14 nœuds ; 8 000 milles à 20 nœuds ; 6 200 milles à 23 nœuds
- Vitesse maximale = 25 nœuds ; 23 nœuds à pleine charge
- Hangar : (dim.) 83,82 × 15,85 × 5,34 m ; longueur de la cuve entière (incluant les ascenseurs de 13,72 m de long et l'extension, à l'arrière de l'ascenseur arrière) : 136,25 m
- Une catapulte hydraulique BH3 pouvant lancer des avions de 6 350 / 7 250 kg à 66 nœuds
- Freins d'appontage : dix "brins" et deux barrières (tout en position transversale), arrêtant des avions de 6,8 tonnes se posant à 60 nœuds (brins d'arrêt) ou à 40 nœuds résiduels (barrières).
- Carburant avia : 448 m3 (98 600 gallons) d'essence (avgas)
- Effectif : 1 100 h. (paix) 1 300 h. (guerre), y compris un groupe aérien de 220 h
- Armement :
  - quatre affûts quadruples ("pom-pom" 2-pdr gun) et seize affûts simples de 40 mm antiaériens
  - quatre canons de salut de 3 livres (1,5 kg)[1]
- Divers : à l'arrière, au niveau du pont galerie, une salle de bain collective officiers, comprenant une dizaine de douches et trois baignoires (côte-à-côte).